# Imre Vágyóczky
Imre Vágyóczky (* 26. Juli 1932 in Budapest; † 5. März 2023 ebenda) war ein ungarischer Kanute.

## Karriere
Imre Vágyóczky begann im Alter von 15 Jahren mit dem Kanurennsport. 1950 gewann er über 500 m mit dem K-4 seinen ersten ungarischen Meistertitel. 1954 wird er in der gleichen Bootsklasse über 1000 m zusammen mit László Kovács, László Nagy und Zoltán Szigeti Weltmeister in Mâcon. Bei den Olympischen Sommerspielen 1956 in Melbourne belegte Vágyóczky mit Szigeti den 13. Platz in der Regatta über 1000 m mit dem K-2. 1959 beendete Vágyóczky seine Karriere.